# Hórreos de Nerva

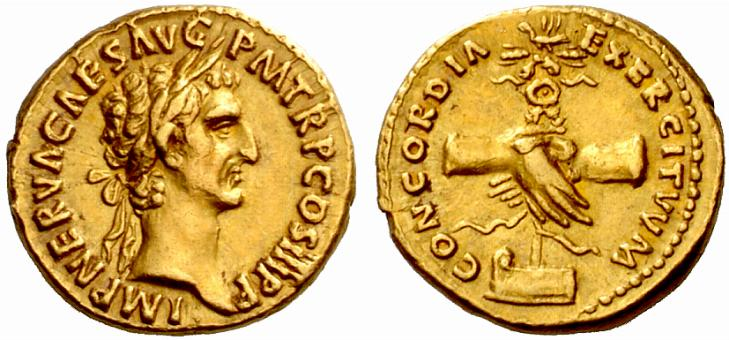
Áureo emitido por Nerva r..

Os Hórreos de Nerva (em latim: Horrea Nervae) foram um complexo de armazéns (hórreos) construídos, segundo indicado por seu nome, pelo ou durante o reinado do imperador romano Nerva (r. 96–98), próximo a Porta Ápia, entre a Via Ápia e a Via Ardeatina. Segundo John D. Grainger, foram edificados ou adquiridos por Nerva para melhor estocar a anona pública (suprimento público de grãos), e uma vez que Vespasiano (r. 69–79) e Domiciano (r. 81–96) fizeram o mesmo, ele presume que isso fez parte dum contínuo programa de melhoramento ou substituição de antigos armazéns.
Os Hórreos de Nerva são conhecidos apenas por uma única menção numa inscrição sepulcral. Provavelmente podem ser identificados com os Hórreos dos Césares mencionados numa lei encontrada, mas não in situ, dentro da Porta Salária. Samuel Ball Platner, apesar de também considerar essa possibilidade, afirma que os Hórreos dos Césares também podem ser associados com os Hórreos de Galba.